# Wachtmeister-Leutnant
Der Wachtmeister-Leutnant fungierte im 17./18. Jahrhundert als Adjutant in militärischen Einheiten, seltener in Festungen und größeren Städten. Er ist nicht zu verwechseln mit dem Feldwebel-Leutnant, einem Reservisten-Dienstgrad der preußisch-deutschen Armee.
Im österreichischen Heer ist der Wachtmeister-Leutnant seit 1648 nachzuweisen, zunächst als Regiments-, seit 1769 auch als Bataillonsadjutant. Der Posten war jedoch nur bei der Infanterie und bei den Dragonern etaisiert. Er war der ranghöchste Feldwebel bzw. Wachtmeister, seine Uniform ähnelte indes jener der berittenen Offiziere. Bis 1752 stand der Wachtmeister-Leutnant „unter dem Stocke“, d. h., bis dahin unterlag er vollständig dem für Unteroffiziere geltenden Strafsystem, das auch Prügelstrafen beinhaltete. Ab 1759 kennzeichnete ihn in der Schlacht eine über der rechten Schulter zu tragenden Schärpe. 1769 wechselte die Bezeichnung in Regiments-Adjutant. 1803 erhielt er den damals niedersten Offiziersrang Fähnrich (1838 umbenannt in Unterleutnant 2. Gebührsklasse, ab 1869 Leutnant). 1861 wurde ihm ein staatlich bezahltes (ärarisches) Dienstpferd zugebilligt.
In der brandenburgisch-preußischen Armee versah der Wachtmeister-Leutnant, bis zu seinem dortigen Verschwinden im frühen 18. Jahrhundert, eine ähnliche Funktion. Seine Aufgaben übernahmen Offiziere oder die dienstältesten Feldwebel bzw. Wachtmeister.
In vielen deutschen Städten und Festungen des 17. und 18. Jahrhunderts oblag dem Wachtmeister-Leutnant die Verantwortung für das Wachwesen. Entsprechend war er Vorgesetzter aller Wachsoldaten. In diesem Fall war das Amt ortsgebunden, d. h. der Wachtmeister-Leutnant blieb zurück, wenn die Garnisonstruppe die Stadt verließ und einen neuen Standort bezog. Über ihm rangierte dann der Capitain-Wachtmeister, der wiederum als Platzoffizier fungierte.